# Malin Moström
Malin Moström (Örnsköldsvik, Suecia; 1 de agosto de 1975) es una exfutbolista sueca. Jugaba como centrocampista y su equipo fue el Umeå IK de la Damallsvenskan de Suecia también la selección femenina de fútbol de Suecia.

## Participaciones en Copas del Mundo, olimpíadas y Eurocopa femenina
| Mundial                                 | Equipo | Sede           | Resultado        |
| --------------------------------------- | ------ | -------------- | ---------------- |
| Copa Mundial Femenina de Fútbol de 1999 | Suecia | Estados Unidos | Cuartos de final |
| Copa Mundial Femenina de Fútbol de 2003 | Suecia | Estados Unidos | Segundo lugar    |
| Juegos Olímpicos de Sídney 2000         | Suecia | Australia      | Fase de grupos   |
| Juegos Olímpicos de Atenas 2004         | Suecia | Grecia         | Cuarto lugar     |
| Eurocopa Femenina 2001                  | Suecia | Alemania       | Segundo lugar    |
| Eurocopa Femenina 2005                  | Suecia | Inglaterra     | Semifinal        |

## Club
| Club    | País   | Año         |
| ------- | ------ | ----------- |
| Umeå IK | Suecia | 1995 - 2007 |

## Títulos

### Damallsvenskan
| Título         | Club    | País   | Temporada |
| -------------- | ------- | ------ | --------- |
| Damallsvenskan | Umeå IK | Suecia | 2000      |
| Damallsvenskan | Umeå IK | Suecia | 2001      |
| Damallsvenskan | Umeå IK | Suecia | 2002      |
| Damallsvenskan | Umeå IK | Suecia | 2005      |
| Damallsvenskan | Umeå IK | Suecia | 2006      |
| Damallsvenskan | Umeå IK | Suecia | 2007      |

### Svenska Cupen
| Título        | Club    | País   | Temporada |
| ------------- | ------- | ------ | --------- |
| Svenska Cupen | Umeå IK | Suecia | 2001      |
| Svenska Cupen | Umeå IK | Suecia | 2002      |
| Svenska Cupen | Umeå IK | Suecia | 2003      |
| Svenska Cupen | Umeå IK | Suecia | 2007      |

### Svenska Supercupen
| Título             | Club    | País   | Temporada |
| ------------------ | ------- | ------ | --------- |
| Svenska Supercupen | Umeå IK | Suecia | 2007      |

### Campeonatos internacionales
| Título                                | Equipo  | Sede               | Año       |
| ------------------------------------- | ------- | ------------------ | --------- |
| Liga de Campeones Femenina de la UEFA | Umeå IK | Dinamarca / Suecia | 2002-2003 |
| Liga de Campeones Femenina de la UEFA | Umeå IK | Suecia / Alemania  | 2003-2004 |
| Copa de Algarve                       | Suecia  | Portugal           | 2001      |
| Copa de Australia                     | Suecia  | Australia          | 2003      |

### Distinciones individuales
| Distinción                                                | Año              |
| --------------------------------------------------------- | ---------------- |
| All star team Copa Mundial Femenina de Fútbol             | 2003             |
| Futbolista femenina del año en Suecia (Balón de diamante) | 2001             |
| Mejor centrocampista de Suecia                            | 2003, 2004, 2005 |